# Rantau Limau Manis
Rantau Limau Manis is een bestuurslaag in het regentschap Merangin van de provincie Jambi, Indonesië. Rantau Limau Manis telt 1936 inwoners (volkstelling 2010).